# Sleepy Hollow (serie televisiva)
Sleepy Hollow è una serie televisiva statunitense in onda dal 16 settembre 2013 al 31 marzo 2017 sulla rete televisiva Fox.
Si tratta di un adattamento in chiave moderna del racconto La leggenda di Sleepy Hollow, di Washington Irving.

## Trama
Ichabod Crane, morto in combattimento con il misterioso Cavaliere senza testa circa 250 anni prima degli avvenimenti presenti, si risveglia in una grotta in pieno XXI secolo, nella Sleepy Hollow del presente, in un mondo totalmente diverso da quello che ricordava. Poco dopo scopre che anche il Cavaliere senza testa si è risvegliato ed è in cerca della sua testa. Il tenente Abigail Mills, dopo essere sfuggita da un doloroso passato, è ora una promettente detective che sta per arruolarsi nell'FBI. Dopo aver assistito all'omicidio del suo collega e mentore sceriffo Corbin, è la prima ad incontrare il Cavaliere senza testa. In passato, Abbie aveva già assistito ad alcuni fenomeni paranormali insieme a sua sorella: aveva infatti visto nel bosco il demone che risvegliò il Cavaliere senza testa. Ad aiutare Abbie e Ichabod si aggiungono Katrina, defunta moglie di Ichabod e strega, fermamente convinta che Abbie sia la strega prescelta per fermare la maledizione del Cavaliere senza testa, e Jenny, sorella di Abbie, rinchiusa in un ospedale psichiatrico dopo aver visto il demone che ha risvegliato il Cavaliere senza testa.

## Episodi
| Stagione         | Episodi | Prima TV USA | Prima TV Italia |
| ---------------- | ------- | ------------ | --------------- |
| Prima stagione   | 13      | 2013-2014    | 2013-2014       |
| Seconda stagione | 18      | 2014-2015    | 2014-2015       |
| Terza stagione   | 18      | 2015-2016    | 2016            |
| Quarta stagione  | 13      | 2017         | 2017            |

## Personaggi e interpreti

### Principali
- Ichabod Crane (stagioni 1-4), interpretato da Tom Mison, doppiato da Andrea Mete.
In passato professore ad Oxford e combattente (nonché spia) al soldo del generale Washington, 250 anni prima riuscì a decapitare il Cavaliere senza Testa e di lì a poco morì per le ferite. Però mentre giacevano a terra entrambi il loro sangue si mescolò e Katrina, la moglie di Crane, tramite un incantesimo, riuscì a mantenere "morti" entrambi per 250 anni. Crane si risveglia improvvisamente in una grotta, nel ventunesimo secolo, e scopre che il Cavaliere è risorto assieme a lui e sta cercando la sua testa; scopre anche che Katrina è una strega e che è suo compito, assieme ad Abbie, fermare il Cavaliere prima che giunga l'Apocalisse.
- Grace Abigail "Abbie" Mills (stagioni 1-3), interpretata da Nicole Beharie, doppiata da Federica De Bortoli.
È la detective che aiuta Ichabod. È la prima a vedere il Cavaliere senza testa, quando uccide, decapitandolo, il suo mentore e collega. In passato, assieme alla sorella, vide il "demone" che nel presente risvegliò il Cavaliere senza testa e venne considerata pazza; venne poi arrestata dallo sceriffo e poi divenne il suo secondo. Inizialmente segue unicamente la logica e le prove ma quando incontra Ichabod inizia a credere nel soprannaturale e lo aiuta nella battaglia con il Cavaliere.
- Frank Irving (stagioni 1-2), interpretato da Orlando Jones, doppiato da Tony Sansone.
È il capo del dipartimento di polizia. Sembra nascondere qualche segreto. Internato, dà la sua anima a Henry. Fuggito dal manicomio, si nasconde, fino a che non decide di combattere con gli altri. Al termine di una battaglia con l'armatura del Cavaliere della Guerra, riesce a sconfiggerlo, venendo però ucciso dalla stessa. Ritorna come non morto poco tempo dopo.
- Katrina Crane nata Van Tassel (stagioni 1-2), interpretata da Katia Winter, doppiata da Barbara De Bortoli.
È la defunta moglie di Ichabod. Fu lei a "creare" l'incantesimo che manteneva dormienti sia Ichabod sia il Cavaliere, finché non venne spezzato. Era una potente strega e faceva parte in passato di una congrega occulta votata a difendere Sleepy Hollow e ad eliminare il Male; viene "intrappolata" in un luogo sconosciuto e avvisa Crane, tramite un sogno, che dovrà impedire al Cavaliere di trovare la sua testa.
- Jennifer "Jenny" Mills (ricorrente stagione 1, stagioni 2-4), interpretata da Lyndie Greenwood, doppiata da Letizia Scifoni.
È la sorella di Abbie Mills.
- Henry Parrish/Jeremy Crane/Guerra (ricorrente stagioni 1 e 4, stagione 2), interpretato da John Noble, doppiato da Pietro Biondi. È il figlio di Ichabod e Katrina.
- Betsy Ross (stagione 3), interpretata da Nikki Reed, doppiata da Emanuela D'Amico.
Vecchia fiamma di Ichabod Crane.
- Pandora (stagione 3), interpretata da Shannyn Sossamon, doppiata da Giò Giò Rapattoni.
Misteriosa nuova presenza a Sleepy Hollow. Lei scatena sei diverse minacce contro Ichabod e Abbie con l'obiettivo di coltivare le emozioni che sono ispirate dai loro nuovi avversari, ogni particolare crisi causa un nuovo germoglio di fioritura su un albero che servirà come mezzo per Pandora di aprire un portale per l'inferno. Una volta che il portale è stato completato, Pandora entra nell'albero e ritorna con una figura, la quale si riferisce a lui come suo "marito", un antico dio Sumero conosciuto come "l'Occulto".
- Joe Corbin (guest stagione 2, stagione 3), interpretato da Zach Appelman, doppiato da Sacha Pilara.
Figlio dello sceriffo Corbin.
- Daniel Reynolds (stagione 3), interpretato da Lance Gross, doppiato da Carlo Scipioni.
Agente dell'FBI ed ex fidanzato di Abbie, nonché suo nuovo capo.
- Sophie Foster (stagione 3), interpretata da Jessica Camacho, doppiata da Sophia De Pietro.
Abile falsificatrice di reperti che vuole impossessarsi del frammento di Anubis in possesso di Jenny Mills. Infine si rivela essere un agente dell'FBI sotto copertura che appare ignorante al soprannaturale.
- Diana Thomas (stagione 4), interpretata da Janina Gavankar, doppiata da Chiara Gioncardi.
È un'agente dei Servizi Segreti scettica sull'esistenza del soprannaturale. Madre single ed ex militare che di recente ha iniziato a lavorare per la Sicurezza Interna, è una maniaca del controllo con una personalità dura e un senso dell'umorismo beffardo.
- Jake Wells (stagione 4), interpretato da Jerry MacKinnon, doppiato da Simone Crisari.
È un analista del reparto di ricerca federale ossessionato dalla catalogazione federale di attività soprannaturali.
- Alex Norwood (stagione 4), interpretata da Rachel Melvin, doppiata da Francesca Tardio.
È un prodigio dell’ingegneria autodidatta che lavora al fianco di Jake negli archivi federali.
- Molly Thomas (stagione 4), interpretata da Oona Yaffe, doppiata da Emanuela Ionica.
Figlia di Diana è una ragazzina atletica con grandi doti artistiche. Al suo interno possiede l'anima di Abbie Mills, che fa di lei la nuova testimone.
- Malcolm Dreyfuss (stagione 4), interpretato da Jeremy Davies, doppiato da Christian Iansante.
Nuovo nemico di Ichabod è un eccentrico e schietto magnate delle tecnologie diventato miliardario prima dei 30 anni. Da allora sempre in cerca di altri mondi da conquistare.

### Ricorrenti
- Cavaliere senza testa/Abraham Van Brunt, interpretato da Richard Cetrone, Jeremy Owens, Craig Branham e Neil Jackson.
È uno dei quattro Cavalieri dell'Apocalisse. In vita era il migliore amico di Ichabod fino a quando lui non gli rubò Katrina, di cui era profondamente innamorato. Morto in battaglia, viene resuscitato subito dopo. Viene salvato da lui e Abbie dopo che un angelo caduto aveva cercato di ucciderlo. In seguito viene imprigionato nel vaso di Pandora.
- Moloch (stagioni 1-2), interpretato da D. J. Mifflin e Derek Mears.
Antagonista di maggior rilievo della serie, è un demone che ha risvegliato il Cavaliere senza testa per seminare l'apocalisse a Sleepy Hollow. È inoltre colui che ha segregato Katrina nel Purgatorio, dopo aver rotto un patto con lui per aver salvato Ichabod. Viene ucciso da Henry che lo considerava come un padre, ma che in realtà l'aveva sempre solo usato per i suoi scopi.
- Andy Brooks (stagioni 1-2), interpretato da John Cho, doppiato da Alberto Bognanni.
Ufficiale di polizia e migliore amico di Abbie. Viene ucciso da Moloch e utilizzato da non morto come ponte tra il mondo reale e il Purgatorio. In seguito viene catturato da Moloch. Il suo fato dopo la morte del demone è ignota ma è probabile che sia rimasto bloccato nel Purgatorio ed Abbie pensa che un giorno potrà riacquistare la sua umanità.
- Detective Luke Morales (stagione 1), interpretato da Nicholas Gonzalez.
Poliziotto ed ex-fidanzato di Abbie. Dopo aver tentato di riappacificarsi con lei ed essere entrato in conflitto con Brooks, viene quasi ucciso da Macey Irving durante la sua possessione. Ignoto il suo destino.
- Detective Devon Jones (stagione 1), interpretato da Michael Roark.
Partner di Morales ed addetto alla sicurezza di Macey Irving. Viene ucciso dal suo partner posseduto.
- Cynthia Irving (stagioni 1-2), interpretata da Jill Marie Jones.
È l'ex-moglie di Frank. Dopo la possessione della figlia, viene informata su tutti i fatti che avvengono in città. Rimane stupita della morte e della resurrezione dello stesso, senza neanche un graffio.
- Leena Reyes (stagione 2), interpretato da Sakina Jaffrey.
È la sostituta di Irving alla polizia. A differenza del predecessore, conosce bene la madre di Abbie e Jenny e dei casi di turbe psichiche della stessa e dei vari genitori adottivi delle ragazze. Viene comunque messo in distrazione da lei e da Crane, fatto passare per esperto di occulto.
- Nick Hawley (stagione 2), interpretato da Matt Barr.
È un venditore di armi e ladro di manufatti antichi che ha una relazione con Jenny. Conosce molto ben i segreti che albergano nella città e non agisce senza avere dei tornaconti personali. È costretto a lasciare la città quando la sua matrigna Camilla Pines torna in città sotto forma di Vetala prima che questa venga o uccisa dagli altri o torni alla normalità. Promette comunque a Jenny che ritornerà solo quando tutti saranno al sicuro.
- Sceriffo August Corbin (stagioni 1-2), interpretato da Clancy Brown, doppiato da Giorgio Locuratolo.
Mentore di Abbie e sua figura paterna. Viene decapitato dal Cavaliere dopo il suo ritorno. Anche se deceduto, continua ad apparire nei sogni e nei flashback delle sue sorelle Mills.
- Macey Irving (stagione 1), interpretata da Amandla Stenberg.
È la figlia handicappata di Frank e Cynthia dopo essere rimasta vittima di un incidente d'auto. Viene brevemente posseduta da un demone ed uccide una persona. In seguito viene informata dei fenomeni paranormali che colpiscono la città, salvo poi venire salvata da un demone che tentava di riottenere la sua anima dopo essere morto in guerra.
- Benjamin Franklin (stagioni 1-2), interpretato da Jon Sparks (stagione 1) e Timothy Busfield (stagione 2), doppiato da Mino Caprio.
Mentore di Crane, che lo aiuta nei suoi esperimenti. Viene brevemente ucciso dal Cavaliere, ma in seguito Abbie e Crane riescono ad ucciderlo, cambiando la linea temporale e quindi permettendo ad Abbie di incontrare il grande scienziato e inventore.
- Reverendo Alfred Knapp (stagioni 1-3), interpretato da Patrick Gorman.
È uno stregone che compie con Crane un incantesimo per permettere a Katrina di uscire dal Purgatorio. In seguito assiste alla resurrezione di George Washington, e rimane a Sleepy Hollow per controllare l'ubicazione della testa del Cavaliere. In seguito viene affrontato dallo stesso e viene decapitato.
- Grace Dixon (stagioni 2-3), interpretata da Onira Tares.
Antenata di Abbie e Jenny che aiuta Katrina nel parto del figlio. Salva Katrina da un incendio e muore tra le fiamme piangendo e sapendo di aver salvato una persona. Nel corso della sua vita, ha raccolto diversi giornali che raccontavano le storie oscure della città permettendo ai suoi discendenti di scoprire i segreti di Sleepy Hollow. Attraverso un rito del Reverendo Knapp riesce ad incontrare Abbie e Jenny e dice che sono uguali a lei e che è felice per loro.
- Zoe Corinth (stagione 3), interpretata da Maya Kazan.
Una ragazza che prova dei sentimenti per Crane e lo aiuta ad ottenere la cittadinanza.
- Ezra Mills (stagione 3), interpretato da James McDaniel, doppiato da Roberto Draghetti.
Il padre delle sorelle Mills.
- l'Occulto (the Hidden One) (stagione 3), interpretato da Peter Mensah, doppiato da Stefano Alessandroni.
È un antico dio Sumero molto potente evocato da Pandora.
- Jobe (stagione 4), interpretato da Kamar de los Reyes, doppiato da Enrico Pallini.
- Logan MacDonald (stagione 4), interpretato da Robbie Kay.

## Produzione

### Concezione
La serie, presentata come una storia soprannaturale ambientata nel presente e ispirata dal racconto La leggenda di Sleepy Hollow di Washington Irving, nasce da un'idea di Phillip Iscove, successivamente sviluppata insieme a Alex Kurtzman e Roberto Orci, già autori di Fringe e Hawaii Five-0. Nel mese di luglio 2012 la Fox comprò la loro sceneggiatura, coinvolgendo nel progetto anche Len Wiseman; il quale venne incaricato di affiancare i tre co-creatori della serie nelle vesti di co-produttore esecutivo e dirigere l'eventuale pilot. Il 22 gennaio 2013 la Fox confermò la produzione dell'episodio pilota.
Presentando la serie, i produttori spiegarono di aver cercato di bilanciare l'horror e la suspense che caratterizzano la trama con elementi in grado di divertire il pubblico. Per quanto riguarda il Cavaliere senza Testa, non è raffigurato solo come una macabra creatura, ma è dotato di una propria personalità; venendo umanizzato anche attraverso l'uso di flashback che spiegano le sue origini.

### Casting
Il 20 febbraio 2013 Orlando Jones e Katia Winter furono i primi ad entrare nel cast; il primo interpreta il tenente Frank Irving, mentre all'attrice svedese fu assegnato il ruolo della defunta moglie di Ichabod, Katrina. Il giorno seguente Nicole Beharie fu ingaggiata per il ruolo della detective Abbie Mills; mentre il 25 febbraio Tom Mison si unì al cast per interpretare il protagonista Ichabod Crane. Il 15 marzo venne invece annunciata la presenza nel cast del pilot di John Cho, interprete del personaggio secondario dell'agente Andy Brooks.
Il 20 settembre 2013 fu annunciato che John Noble si sarebbe unito al cast ricorrente della serie per il ruolo di Henry Parrish.

### Riprese
La serie è girata principalmente a Salisbury, città della Contea di Rowan, nella Carolina del Nord.

### Programmazione
L'8 maggio 2013 la Fox ordinò la produzione di una prima stagione completa, il cui esordio venne programmato per il 16 settembre 2013. Il 3 ottobre 2013, dopo gli ottimi ascolti registrati dai primi episodi, venne annunciato il rinnovo per una seconda stagione, composta da ben 18 episodi. Il 18 marzo 2015 la serie viene rinnovata per una terza stagione composta da 18 episodi con un nuovo showrunner Clifton Campbell. Il 13 maggio 2016 la serie è stata rinnovata per una quarta stagione, che sarà trasmessa dal 6 gennaio 2017. Il 9 maggio 2017, Fox ha cancellato ufficialmente la serie.

## Accoglienza
La première dell'episodio pilota negli Stati Uniti fu seguita da oltre 10 milioni di spettatori, con un rating del 3,5% nella fascia di riferimento 18-49 anni. Si tratta del miglior debutto autunnale di una serie televisiva prodotta per la Fox dal 2006.

## Trasmissione internazionale
In Canada è trasmessa su Global in contemporanea con gli Stati Uniti, dal 16 settembre 2013. In Australia è trasmessa su Network Ten dal 17 settembre, mentre nel Regno Unito è trasmessa da Universal Channel dal 9 ottobre 2013.
In Italia viene trasmessa in prima visione pay dal canale Fox, della piattaforma satellitare Sky, dal 19 novembre 2013.